# Euryopis pilosa
Euryopis pilosa là một loài nhện trong họ Theridiidae.
Loài này thuộc chi Euryopis. Euryopis pilosa được František Miller miêu tả năm 1970.